# Стадион Вајкато
Стадион Вајкато, који се налази у Хамилтон, је рагби стадион на коме играју Чифси. Три утакмице светског првенства у рагбију 2011., одигране су на овом стадиону. 4. августа 2012, на стадиону Вајкато је одиграно финале супер рагбија између Чифса и Шаркса. На овом стадиону су у прошлости играли и НЗ вориорси (Рагби лигарагби 13). Капацитет овог стадиона је 25.800 седећих места. Ваикато рагби мечеве у оквиру ИТМ Купа игра на овом стадиону.